# Bentivoglio (familia)

Giovanni II Bentivoglio, retrato de Ercole de Roberti.

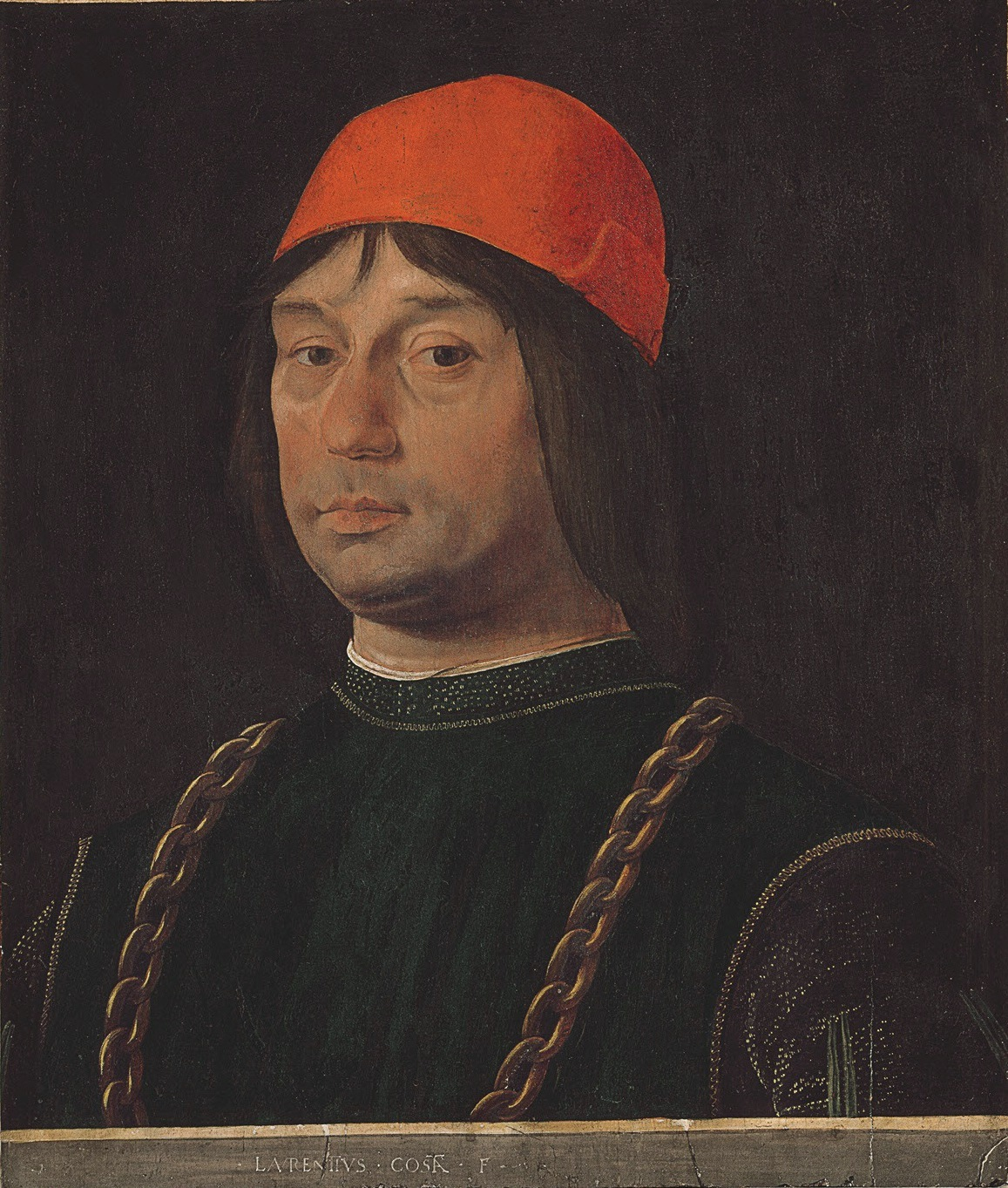
Giovanni II Bentivoglio.

Los Bentivoglio (en latín Bentivolius) fueron una familia noble instalada en Bolonia en el siglo XIV que afirmaba descender del rey Enzo de Cerdeña.
Entre las numerosas leyendas populares que surgieron alrededor de la figura del rey Enzio una narra que el fundador de la casa de Bentivoglio fue Bentivoglio, hijo natural de Enzio y de una campesina, Lucia de Viadagola. Al niño le fue puesto el nombre en honor a las palabras que Enzio solía repetir a Lucia: "amor mio, ben ti voglio"

## La historia de la familia
La presencia de la familia en la ciudad emiliana es documentada por primera vez en 1323. Fueron señores de la ciudad, con interrupciones y en conflicto constante con el poder papal, entre 1401 y 1506, cuando por intervención de Julio II, el "Papa Guerrero" como le gustaba llamarse, Giovanni II Bentivoglio y su familia tuvieron que refugiarse en Ferrara bajo la protección de Alfonso I de Este; posteriormente Giovanni se dirigió a Milán, invadida por los franceses, para pedir ayuda al rey de Francia, el cual le respondió: "¿quien los mantiene alejados de Bolonia?". Sin embargo, antes de poder volver a ser señor Giovanni falleció y fue sepultado en Milán. Su mujer Ginevra Sforza Bentivoglio se había refugiado en Busseto con el Marqués Pallavicino. Antes de expirar, Giovanni II la había escrito "¡Descansa en paz, a esto llevaron tus consejos!". Cuando murió no pudieron enterrarla en una iglesia sino en tierra desconsagrada; Julio II la había excomulgado, aparte de ni siquiera querer recibirla, a pesar de sus múltiples súplicas, en su castillo de Ponte Poledrano (hoy Castello di Bentivoglio), el cual el papa había ocupado. 
La supremacía de la familia comienza en 1401 luego de la expulsión del Legado Pontificio, cuando Giovanni I Bentivoglio se alió con los Visconti de Milán y se convirtió en señor de Bolonia, confaloniero de justicia vitalicio el 14 de marzo de 1401, y se consolida con Sante Bentivoglio (1445-1462) y sobre todo con Giovanni II Bentivoglio (1462-1506).
Giovanni I Bentivoglio perdió la vida el 30 de junio de 1402 linchado por una muchedumbre tras su derrota en la Batalla de Casalecchio contra el duque de Milán Gian Galeazzo Visconti.
Cuando en Bolonia reemergieron las discordias entre las familias Bentivoglio y Canetoli, Anton Galeazzo Bentivoglio, hijo de Giovanni I, aspiró como el padre a conquistar la señoría de la ciudad y logró expulsar a los Canetoli. Éstos, sin embargo, con el apoyo del papa, lo obligaron al exilio.
Luego, el cardenal legado Scotti favoreció el regreso de Antongaleazzo quien fue acogido por los boloñeses con entusiasmo. A continuación, debido al temor que la autoridad pontificia en la ciudad de Bolonia fuese dañada, el cardenal emboscó a Anton Galeazzo y lo ejecutó de inmediato el 23 de diciembre de 1435.

### La reconquista del poder
El papa Eugenio IV fue a Bolonia y permaneció allí durante todo el proceso de las tratativas para el Concilio de Basilea: los boloñeses, extenuados por los impuestos pontificios impuestos con la excusa de los grandes gastos conciliares, guiados por los amigos de los Bentivoglio, en la noche del 21 de mayo de 1438 tomarons las armas y abrieron la puertas a Niccolò Piccinino, capitán de los Visconti, quienes estaban en guerra con la Iglesia. El cardenal Scotti fue expulsado y Annibale I Bentivoglio, hijo natural de Anton Galeazzo (la madre, Lina Canigani, no estaba segura de la paternidad de Annibale) entró en Bolonia y acogido por el pueblo que festejaba. 
La presencia de Annibale sin embargo afectó los planes de Piccinono, que había dejado en la ciudad a su hijo Francesco Piccinino. Francesco lo engañó para asistir a una reunión y lo encarceló en el castello de Varano en Parma. Galeazzo Marescotti junto a cuatro amigos fueron a Varano y liberaron a Annibale, quien volvió a Bolonia y llevó a la victoria a la rebelión contra Francesco.
La fortuna de los Bentivoglio hizo renacer la enemistad con los Canetoli y durante una fiesta, el 24 de junio de 1445, en una fiesta para saldar la paz entre las dos casas, Annibale fue asesinado. Galeazzo Marescotti llamó al pueblo a vengarlo. El corazón de Basttista Canetoli, clavado sobre la puerta del palacio de Annibale fue la macabra señal del triunfo de los Bentivoglio.

### La Bolonia renacentista
Como nuevo señor de la ciudad, fue llamado desde Florencia el hijo ilegítimo de Ercole Bentivoglio, primo de Annibale, Sante Bentivoglio, apoyado por Cosme de Médici. Fue nombrado Confalonier de Justicia y tutor del pequeño Giovanni. Sante Bentivoglio demostró estar a la altura de la tarea respondiendo a las expectativas de los boloñeses a los que garantizó un largo período de paz.
A su muerte en 1462, el heredero de la familia, el veinteañero Giovanni II Bentivoglio, se convirtió en señor de Bolonia por cuarenta años. La ciudad conoció un nuevo prestigio y renombre político, gracias también a las conexiones políticas con los otros estados italianos, un nuevo patrimonio artístico, un nuevo impulso a las actividades y el progreso civil. El Renacimiento florece en Bolonia, la Universidad se reaviva y la declinante importancia del derecho es compensada por el incremento de la enseñanza de las literaturas griega y latina, filosofía, medicina y astronomía, de la cual el mayor exponente es Girolamo Manfredi. Las transformaciones de los edificios, la construcción de iglesias y palacios o la modernización de aquellos preexistentes con nuevas y preciosas obras pictóricas, además de modificar radicalmente el rostro de Bolonia, le dejan una impronta renacentista.
Estudian en Bolonia, entre otros Giovanni Pico della Mirandola y Nicolás Copérnico.
Se termina la construcción del Palazzo Bentivoglio, en el área hoy ocupada por el Teatro Comunale y los Jardines del Guasto, considerados en ese entonces uno de los más bellos y grandes de Italia.
Llegan a Bolonia los artistas de la escuela de Ferrara, mientras Niccolò dell'Arca completa la incomparable tumba de mármol que contiene los restos de Santo Domingo de Guzmán para la cual colaboró también Miguel Ángel con tres estatuas (el ángel que lleva la vela a la derecha, San Petronio y San Próculo); Francesco Francia acuña medallas y punta suaves Madonnas y retratos, así como lo hace el más joven pero ya amadísimo pintor de corte Amico Aspertini; Sabadino degli Arenti compone "le Porretane", Aristóteles Fioravanti, gran arquitecto a quien se debe el imponente y armonioso pórtico del Palacio del Podestá y que fue capaz de mover las torres de la ciudad mediante arneses de ingeniería avanzada, es llamado por papas, emperadores, reyes y sultanes además del mismísimo zar de Rusia - a Fioravanti se atribuyen de hecho las catedrales de San Petersburgo.
La corte de los Bentivolgio en pocas palabras no solo compite sino que lidera entre las cortes renacentistas de Italia.

### Declive y expulsión
Giovanni II, bajo la influencia de su mujer Ginevra Sforza, cometió muchos errores en la segunda parte de su señoría, desarrollando una política tiránica al interior y ambigua frente a los otros estados; los hijos, además, con su conducta irresponsable, prepotente y provocatoria, contribuyeron a aumentar la hostilidad de los ciudadanos hacia toda la familia.
El episodio que definitivamente ganó a la familia la enemistad de los nobles boloñeses fue la infame matanza de la familia Marescotti, ordenada por Giovanni II, quien temía que Agammenone, su prestigioso líder, pretendiese suplantarlo en el gobierno de Bolonia.
En la masacre murieron 240 personas y hasta que la carnicería no estuviera terminada las puertas de la ciudad se mantuvieron cerradas. A causa de estos hechos, cuando el papa Julio II se consolidó con sus tropas y los españoles en Frignano, esperando ocupar la ciudad en 1506, los boloñeses abrieron la puertas al papa y Giovanni II, junto a la mujer y los hijos tuvieron que salvarse escapando.
En 1507, después de una tentativa de los hijos de Giovanni II de reconquistar el poder, el pueblo boloñés, incitado por Ercole Marescotti, destruyó el magnífico Palacio Bentivoglio. Pocos años después, en 1511, en ocasión del ingreso temporal en la ciudad de Annibale Bentivoglio, hijo de Giovanni, con el apoyo de Gastón II de Narbona, fue destruida otra inestimable obra maestra: la estatua de Julio II, la única obra en bronce de Miguel Ángel, cuyo metal fue fundido para hacer el cañón juliano de Alfonso I de Este.
Con la expulsión de los Bentivoglio de Bolonia, la ciudad permaneció bajo el control de los Estados Pontificios por casi tres siglos, hasta el final del siglo XVIII.

## Miembros célebres de la familia
- Giovanni I Bentivoglio, muerto en la Batalla de Casalecchio en 1402
- Anton Galeazzo Bentivoglio, señor de Bolonia desde 1420 hasta 1435 (cuando fue mandado a asesinar por el legado pontificio)
- Annibale I Bentivoglio, señor de Bolonia desde 1438 y asesinado en 1443
- Sante Bentivoglio, señor desde 1446 y muerto en 1462
- Ercole Bentivoglio (1459-1507) condotiero y capitán de ejércitos
- Giovanni II Bentivoglio, señor de Bolonia desde 1463 hasta 1506, año en que fue obligado a dejar la ciudad por el papa Julio II.
- Annibale II Bentivoglio, condotiero refugiado en Ferrara (dando origen a la rama Estense y asumiendo el título de "Bentivoglio d'Aragona") y muerto en 1540
- Ercole Bentivoglio, literato, muerto en 1573
- Guido Bentivoglio d'Aragona, cardenal muerto en 1644, que contribuyó a la condena de Galileo Galilei como presidente del tribunal de la Inquisición, nuncio apostólico primero en Flandes y luego en Francia que posteriormente se volvió ministro plenipotenciario del rey de Francia en el papado.
- Cornelio Bentivoglio, (1668-1732) cardinale, arcivescovo di Cartagine, nunzio apostólico en París y ministro plenipotenciario del rey de España ante la Santa Sede.
- Galeazzo Benti, nombre artístico del conde Galeazzo Bentivoglio, originario de Florencia, famoso actor que hizo muchos films cómicos junto a Totò.

El apellido de la familia está asociado a topónimo de la ciudad de Bentivoglio en la provincia de Bolonia.

## La familia Bentivoglio en el cuadro de Lorenzo Costa

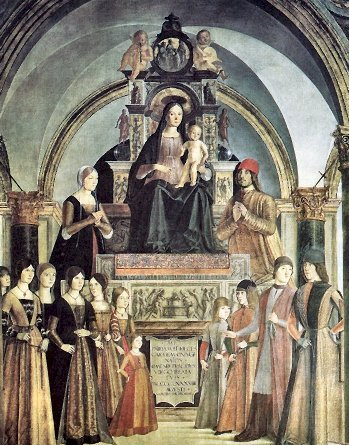
La Pala Bentivoglio, de Lorenzo Costa (1488).

En la Capilla Bentivoglio, al interior de la iglesia de San Giacomo Maggiore en Bolonia, donde los Bentivoglio iban a menudo a rezar, se encuentra un cuadro pintado por Lorenzo Costa en agosto del año 1488 que representa a la familia de Giovanni II. Suele denominarse Madonna dei Bentivoglio o Pala Bentivoglio, aunque con este último nombre se puede hacer referencia también a una sacra conversazione de Francesco Francia, diez años posterior (1498) en la que se representa a Anton Galeazzo y Alessandro Bentivoglio y al poeta Girolamo Casio.
En el cuadro de Lorenzo Costa en primer plano se encuentran Ginevra Sforza, ya viuda de Sante Bentivoglio y luego esposa de su primo Giovanni II, y algunos de sus 16 hijos, cinco de los cuales murieron en la infancia. 
Entre los retratos se encuentran los de Camilla e Isotta, que fueron monjas en el convento del Corpus Domini, Francesca Bentivoglio, casada con Galeotto Manfredi y a quien luego haría asesinar; Ermes Bentivoglio, un niño en la época del retrato, descrito luego por un cronista boloñés como iracundo y perverso, incluso "bestial", en referencia a la masacre realizada por él en 1501 contra la familia Marescotti; Antongaleazzo Bentivoglio, retratado vestido como prelado, pronotario apostólico, que no obtuvo el deseado capelo de cardenal, honor que el papa le negó; Annibale II Bentivoglio, casado con Lucrezia de Este y que, luego de la muerte de Giovanni II y el exilio sufrido por la familia, trató en vano, junto al hermano Ermes, de reingresar en Bolonia.
Los otros hijos retratados son Eleonora Bentivoglio, Laura Bentivoglio, Violante Bentivoglio (futura esposa de Pandolfo IV Malatesta, último señor de Rímini), Bianca Bentivoglio y Alessandro Bentivoglio. Algunos, sobre la base del sorprendente parecido con la figura retratada en el cuadro de Costa, ven en Violante Bentivoglio el retrato de dama conservado en la Pinacoteca Ambrosiana de Milán usualmente atribuido a Giovanni Ambrogio de Predis. En tal caso, sin embargo, la atribución sería dudosa.